# Heinrich Christian Bestehorn
Heinrich Christian Bestehorn (geb. 26. November 1831 in Aschersleben; gest. 29. April 1907 in Suderode) war ein deutscher Papierwarenfabrikant.

## Lebensweg

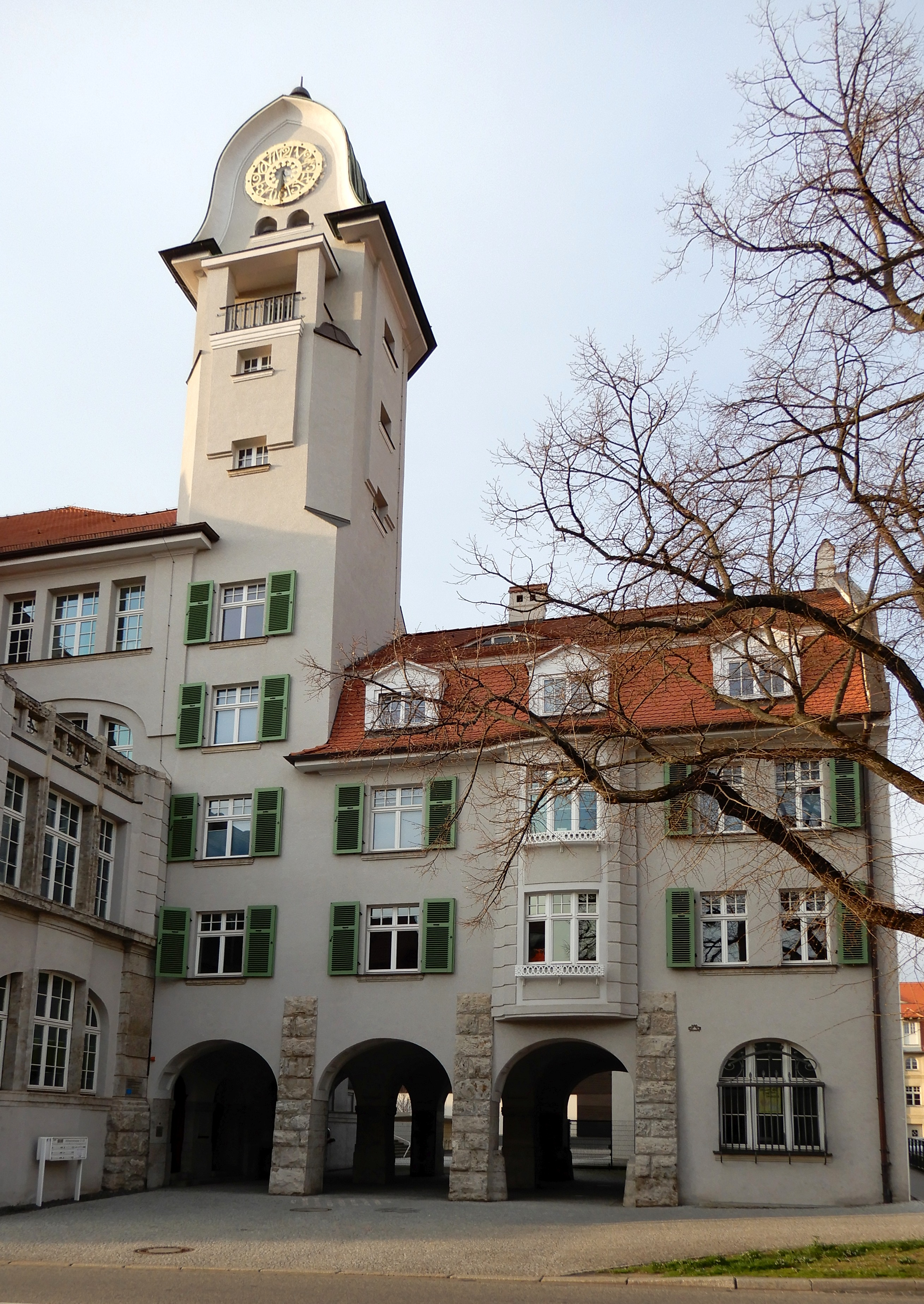
Dreibogentor und Uhrenturm der ehemaligen Fabrik H. C. Bestehorn in Aschersleben, Wilhelmstraße 21–23

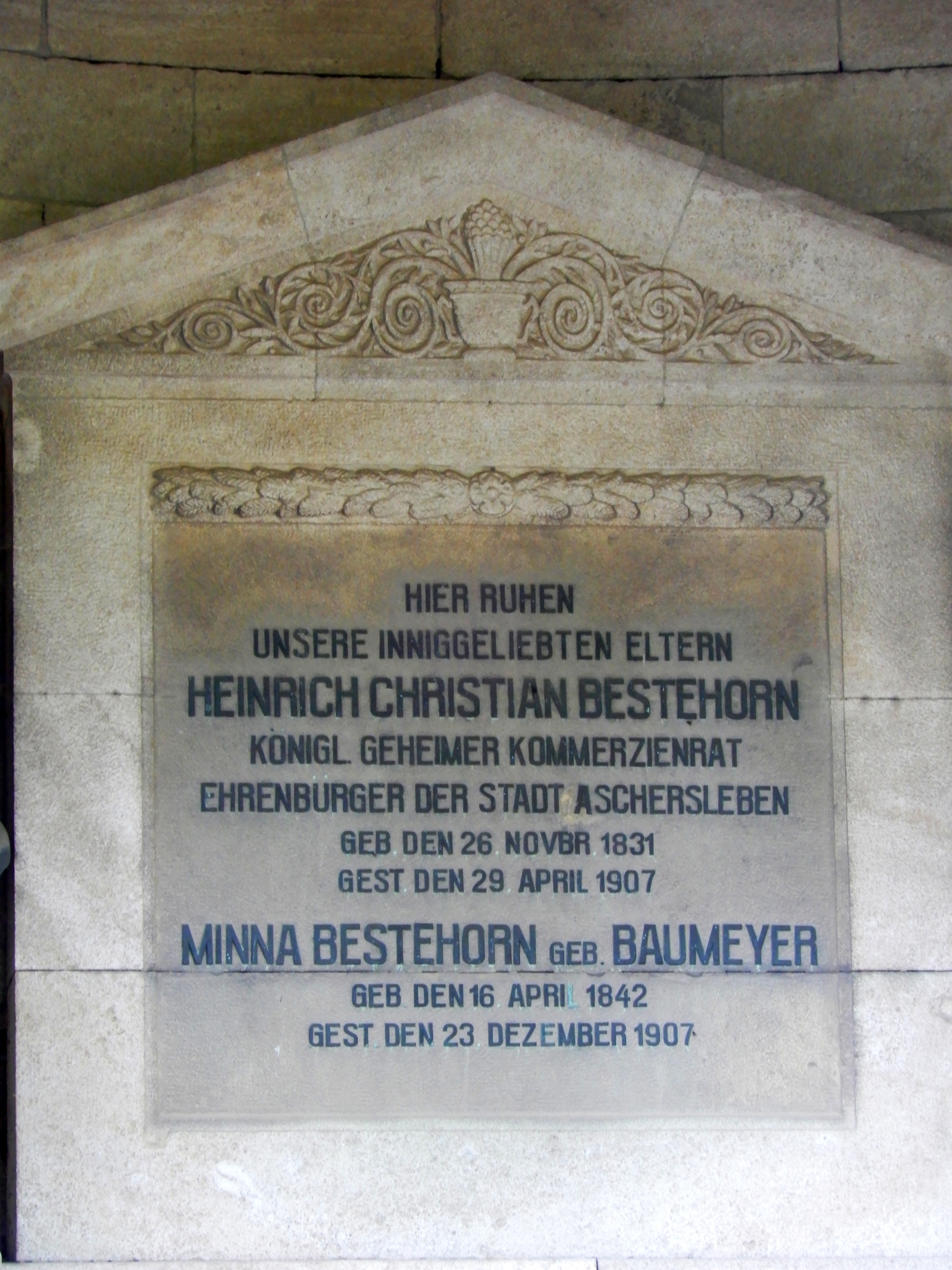
Grabanlage Heinrich Christian Bestehorn (1831–1907) und Minna Bestehorn geb. Baumeyer (1842–1907) auf dem Friedhof Aschersleben

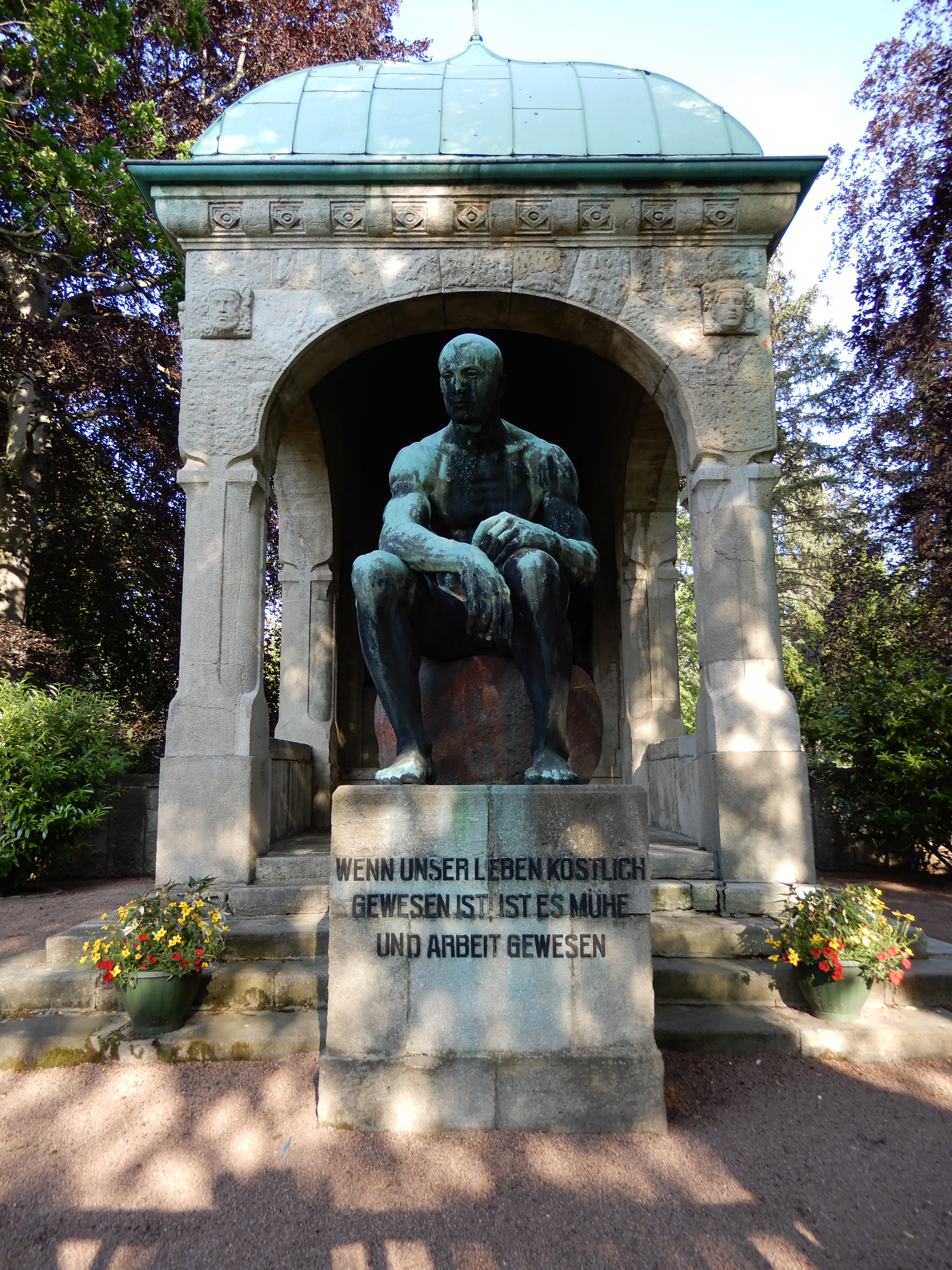
Grabanlage Heinrich Christian Bestehorn (1831–1907) und Minna Bestehorn geb. Baumeyer (1842–1907) auf dem Friedhof Aschersleben

Geboren am 26. November 1831 als einer von sechs Söhnen eines Seilermeisters in Aschersleben, absolvierte Heinrich Christian Bestehorn nach dem Besuch des Gymnasiums Stephaneum Aschersleben eine kaufmännische Ausbildung in einem kleinen Kolonialwarengeschäft in Quedlinburg am Harz. Am 1. April 1861 eröffnete Bestehorn in Aschersleben in der Liebenwahnschen Vorstadt Nr. 987 mit zunächst sechs Arbeitskräften einen Herstellungsbetrieb für Papier-Beutel und -Spitztüten. Am 13. Mai 1862 heiratete der 30-jährige Bestehorn die zwanzigjährige Minna Baumeyer (geb. 16. April 1842; gest. 23. Dezember 1907); ihre Ehe bestand 45 Jahre lang. In den ersten Jahren wurden in der Bestehornschen „Düten-Fabrik“ hauptsächlich Tüten und Beutel ohne Druck hergestellt, die Bestehorn dann in Hettstedt bedrucken ließ. Im Jahre 1865 erhielt die Firma H. C. Bestehorn ihre erste Buchdruck-Schnellpresse, mit der sie ihre Verpackungsmittel selbst bedrucken konnte. Auf der Weltausstellung 1867 in Paris erwarb Bestehorn eine dampfbetrieben Maschine zur Herstellung von Briefumschlägen, die in achteinhalb Arbeitsstunden 20.000 bis 25.000 Couverts erzeugen konnte. Er ließ sie von seinem Bruder Ludwig Bestehorn, einem Ingenieur und „Maschinen-Construkteur“, in einer eigens hierzu errichteten Werkstatt nachbauen. Bald standen zwölf dieser Kuvert-Maschinen in der Bestehornschen Fabrik. Sie produzierten zehn- bis zwanzigmal so viele Briefumschläge wie andere Papierwarenhersteller im selben Zeitraum von Hand oder auf Tretmaschinen herstellten.
Zu H. C. Bestehorns „Fabrik von Düten, Brief-Couverts, Geschäfts-Büchern und div. anderen Papierwaaren“ gehörten eine „Buchdruckerei, Liniir- und Präge-Anstalt“, in der Formular-Vordrucke und andere Geschäftsdrucksachen hergestellt wurden. Heinrich Christian Bestehorn entwickelte ein Telegrammformular, das dank Faltung und Siegelung die Geheimhaltung des Inhalts auch ohne Umschlag ermöglichte. Er war mit dem Generalpostmeister Heinrich von Stephan (1831–1897) bekannt. Die Firma H. C. Bestehorn erhielt den Alleinvertrieb für diesen neuen Typ von Telegrammformularen.
1873 erhielt Heinrich Christian Bestehorn den Auftrag, ein Zweisiegelkuvert für Geldsendungen zu entwickeln, das den bisher fünfmal gesiegelten Geldbriefumschlag ablösen sollte. Er ließ in unternehmerischer Voraussicht viele Umschläge auf Vorrat anfertigen und mietete in der Umgebung Scheunen an, um seine Ware dort zu lagern; nach der Verabschiedung des entsprechenden Gesetzes konnte er dann konkurrenzlos den Markt versorgen.
Im Jahr 1873 stellte die Firma Bestehorn ihre Erzeugnisse auf der Wiener Weltausstellung aus.
1874 erstreckte sich die „Papierwaaren-Fabrik H. C. Bestehorn“ in der Liebenwahnschen Vorstadt von Aschersleben bereits auf die Häuser Nummer 987 bis 989. In ihrer Buchdruckerei standen fünf Schnellpressen. Die technische Leitung hatte zu dieser Zeit Heinrich Christian Bestehorns Bruder Ludwig Bestehorn, der im Haus Nr. 988 wohnte. Er betrieb später an der Herrenbreite 9a eine eigene kleine Maschinen-Fabrik, die sich nach 1880 auf landwirtschaftliche Geräte spezialisierte. Als im Jahr 1875 eine Neuordnung der Straßen und Stadtteile Ascherslebens erfolgte, wurde aus der „Liebenwahnschen Vorstadt“ die „Wilhelmstraße“; die Firma H. C. Bestehorn erhielt nun die Adresse Wilhelmstraße 31. Im selben Jahr ließ sich Heinrich Christian Bestehorn seine Villa an der Herrenbreite 3 bauen. Ende der 1870er Jahre wurde das erste große Fabrikgebäude in der Wilhelmstraße errichtet und 1890 die Fabrik erweitert, und zwar um den (wegen der Löwenköpfe an der Gebäudefassade) so genannten „Löwenbau“, der später abgerissen wurde. Zum 25-jährigen Jubiläum der Firma Bestehorn im Jahre 1886 standen in ihren Werkhallen bereits 18 Kuvert-Maschinen, von denen jede täglich mehr als 25.000 Kuverts lieferte, sowie zehn Dampfschnellpressen, welche die Kuverts, Tüten und Beutel bedruckten.
1885 trat Heinrich Christian Bestehorns Sohn Otto (geb. 5. März 1863 in Aschersleben; gest. 21. Mai 1940 ebenda), drei Jahre später (also 1888) auch dessen Bruder Richard (geb. 28. Mai 1866 in Aschersleben; gest. 24. November 1941 ebenda) in die Firma Bestehorn ein. 1896 wurden sie Teilhaber und übernahmen 1900 die Firmenleitung. Otto Bestehorn war zuständig für die finanziellen, kaufmännischen und juristischen Angelegenheiten, Richard Bestehorn hingegen für die fachtechnischen in der Buchdruckerei. Ihr Vater Heinrich Christian Bestehorn zog sich im Jahre 1900 aus der aktiven Geschäftsleitung zurück.
Anfang der 1890er Jahre genügte für die Verpackungen, die besonders für die Lebensmittelbranche, für Apotheken und Arzneimittelgeschäfte, für Zigarren- und Samenhandlungen und andere hergestellt wurden, der ein- und mehrfarbige Buchdruck nicht mehr. Die Kundschaft verlangte immer feinere und kunstvollere Ausstattungen, die nur auf lithographischem Wege herzustellen waren. Es gelang den Söhnen Otto und Richard, ihren Vater Heinrich Christian Bestehorn von der Notwendigkeit der Einrichtung einer lithographischen Abteilung in der Fabrik zu überzeugen. Sie wurde 1892 eingerichtet. Zu dieser Zeit hatte die Firma bereits über 300 Beschäftigte. Auf Massenaufträge für einfache Packungen für Margarine, Malzkaffee, Tee, Kakao, Zigarren und Zigaretten war das Unternehmen technisch ebenso eingerichtet wie auf künstlerisch gestaltete, lithographische Arbeiten. Heinrich Christian Bestehorn entwickelte und lieferte unter anderem die ersten Verpackungen für das Waschmittel Persil und für Nährmittel und Backzutaten der Firma Dr. Oetker. Ungefähr zu gleicher Zeit wie die lithographische Abteilung wurde auch die Briefumschlag-Herstellung reorganisierte und mit den besten und neuesten Maschinen ausgestattet. Das Unternehmen wuchs rasant und machte Bestehorn zu einem sehr wohlhabenden und einflussreichen Mann. Nach seiner Ernennung zum Kommerzienrat im Jahre 1887 wurde Heinrich Christian Bestehorn 1899 Geheimer Kommerzienrat und an seinem 70. Geburtstag, am 26. November 1901, Ehrenbürger der Stadt Aschersleben. Am 6. Januar 1906 stifteten Heinrich Christian sowie seine Söhne Otto und Richard Bestehorn der Stadt Aschersleben 120.000 Mark zur Errichtung eines „Jugend- und Volkshauses“, das am 22. Oktober 1908 eröffnet wurde, also nach Heinrich Christian Bestehorns Tod.
Am 29. April 1907 verstarb der Firmengründer Heinrich Christian Bestehorn in Suderode, beigesetzt wurde er auf dem Städtischen Friedhof Aschersleben.
Um die Wende vom 19. zum 20. Jahrhundert arbeiteten rund 600 Fabrikarbeiter und etwa 400 Heimarbeiter für die Firma Bestehorn; im Jahre 1907, dem Todesjahr H.C. Bestehorns, waren es 900 Fabrikarbeiter und rund 600 Heimarbeiter.
Den großen Fabrikgebäudekomplex mit dem Dreibogentor und dem Uhrenturm ließ die Familie Bestehorn im Jahr 1911 anlässlich des 50-jährigen Firmenjubiläums bauen. Der Entwurf stammt von dem Ascherslebener Stadtbaurat Hans Heckner (1878–1949). In dieser Zeit wurden auch die neobarocken Familienvillen der Bestehorns an der Herrenbreite erbaut.
1926 erwarben Otto und Richard Bestehorn Anteile am Verpackungsunternehmen Robert Leunis & Chapman in Hannover.
Die beiden Weltkriege überstand das Unternehmen Bestehorn in Aschersleben ohne größere Schäden. Nach Ende des Zweiten Weltkriegs, am 17. April 1948, wurde der Betrieb durch Befehl Nr. 64 des Obersten Chefs der Sowjetischen Militäradministration in Deutschland (SMAD) enteignet und als Industriewerke Sachsen-Anhalt vorm. H. C. Bestehorn, Aschersleben und später als volkseigener Betrieb (VEB) Optima weitergeführt. Die Wende 1989 brachte das Aus für die Papierdruckerei VEB Optima in Aschersleben. 1991/92 wurde der volkseigene Betrieb reprivatisiert und bis zum Jahr 1996 nahezu vollständig abgewickelt.
Richard Bestehorn ging 1948 nach der Enteignung seines väterlichen Unternehmens als kaufmännischer Leiter (Geschäftsführer) nach Hannover und baute dort das im Jahr 1944 zu 90 Prozent zerstörte Verpackungswerk Rob. Leunis & Chapman, dessen Teilhaber er war, wieder auf. Aus diesem Unternehmen ging die rlc packaging group hervor. Dieses Unternehmen ist heute (Mai 2024) in fünfter Generation familiengeführt.